# 梅田镇
梅田镇，是中华人民共和国湖南省郴州市宜章县下辖的一个镇。2015年12月与原麻田镇合并成新的梅田镇。

## 行政区划
梅田镇下辖以下地区：
梅溪社区、老湾社区、龙村瑶族村、荷叶塘村、下塘村、上寮村、黄石村、车头村、梅田村、母老村、竹坪村、箭地冲村、小塘村、岑水村和水楼下村。